# Rio Asău (Trotuș)
O Rio Asău é um rio da Romênia afluente do rio Trotuş, localizado no distrito de Bacău.